# Tarenna cumingiana
Tarenna cumingiana là một loài thực vật có hoa trong họ Thiến thảo. Loài này được (S.Vidal) Elmer miêu tả khoa học đầu tiên năm 1913.